# IC 4077
IC 4077 је галаксија у сазвјежђу Ловачки пси која се налази на листи објеката дубоког неба у Индекс каталогу.
Деклинација објекта је + 37° 23' 12" а ректасцензија 13h 1m 34,0s. Привидна величина (магнитуда) објекта IC 4077 износи 15,1 а фотографска магнитуда 16,1. IC 4077 је још познат и под ознакама NPM1G +37.0381, KUG 1259+376, PGC 44907.